# Centralna Liga Juniorów w hokeju na lodzie
Centralna Liga Juniorów – juniorskie rozgrywki ligowe w hokeju na lodzie w Polsce. Drużyny walczą w nich o tytuł mistrza Polski juniorów starszych i młodszych.
Pierwsze mistrzostwa Polski juniorów odbyły się w 1954 roku. Organizatorem rozgrywek był Polski Związek Hokeja na Lodzie. Zwyciężyła w nich drużyna Gwardii Katowice. Najwięcej tytułów ma na swoim koncie zespół Podhala Nowy Targ.
Po sezonie 2018/2019 dokonano reorganizacji rozgrywek, w myśl której zespoły CLJ zostały włączone do seniorskich rozgrywek I ligi w edycji 2019/2020.

## Juniorzy starsi
| Rok  | 1. miejsce                                             | 2. miejsce                  | 3. miejsce                                           | Runda zasadnicza            | Miejsce finału       |
| ---- | ------------------------------------------------------ | --------------------------- | ---------------------------------------------------- | --------------------------- | -------------------- |
| 1954 | Gwardia Stalinogród                                    | Kolejarz Toruń              | Podhale Nowy Targ                                    | —                           | Łódź                 |
| 1955 | Gwardia Stalinogród                                    | Kolejarz Toruń              | Włókniarz Łódź                                       | —                           | Stalinogród, Torstal |
| 1956 | Gwardia Stalinogród                                    | Start Stalinogród           | Sparta Złotów                                        | —                           | [ 6 ]                |
| 1957 | Pomorzanin Toruń                                       | Sparta Złotów               | Start Katowice                                       | —                           |                      |
| 1958 | Start Katowice                                         | Pomorzanin Toruń            | ŁKS Łódź                                             | —                           |                      |
| 1959 | Podhale Nowy Targ                                      | Start Katowice              | Pomorzanin Toruń                                     | —                           |                      |
| 1960 | Podhale Nowy Targ                                      | Start Katowice              | Marymont Warszawa                                    | —                           |                      |
| 1961 | Podhale Nowy Targ                                      | Legia Warszawa              | Pomorzanin Toruń                                     | —                           |                      |
| 1962 | Podhale Nowy Targ                                      | Baildon Katowice            | ŁKS Łódź                                             | —                           |                      |
| 1963 | Podhale Nowy Targ                                      | Legia Warszawa              | Polonia Bydgoszcz                                    | —                           |                      |
| 1964 | Baildon Katowice                                       | Olsza Kraków                | Podhale Nowy Targ                                    | —                           |                      |
| 1965 | Podhale Nowy Targ                                      | Pomorzanin Toruń            | Odra Opole                                           | —                           |                      |
| 1966 | Polonia Bydgoszcz                                      | Cracovia                    | Baildon Katowice                                     | —                           |                      |
| 1967 | Podhale Nowy Targ                                      | Polonia Bydgoszcz           | Baildon Katowice                                     | —                           |                      |
| 1968 | Naprzód Janów                                          | Baildon Katowice            | Pomorzanin Toruń                                     | —                           |                      |
| 1969 | Podhale Nowy Targ                                      | Naprzód Janów               | ŁKS Łódź                                             | —                           | Warszawa             |
| 1970 | Podhale Nowy Targ                                      | Naprzód Janów               | ŁKS Łódź                                             | —                           |                      |
| 1971 | Podhale Nowy Targ                                      | Pomorzanin Toruń            | GKS Katowice                                         | —                           | [ 8 ]                |
| 1972 | Podhale Nowy Targ                                      | Polonia Bydgoszcz           | Pomorzanin Toruń                                     | —                           | [ 9 ]                |
| 1973 | Podhale Nowy Targ                                      | KTH Krynica                 | Polonia Bydgoszcz                                    | —                           |                      |
| 1974 | Podhale Nowy Targ                                      | GKS Katowice                | Stoczniowiec Gdańsk                                  | —                           | [ 10 ]               |
| 1975 | GKS Katowice                                           | Stoczniowiec Gdańsk         | Polonia Bydgoszcz                                    | —                           | [ 11 ]               |
| 1976 | GKS Katowice                                           | Podhale Nowy Targ           | Stoczniowiec Gdańsk                                  | —                           |                      |
| 1977 | Podhale Nowy Targ                                      | GKS Katowice                | Stoczniowiec Gdańsk                                  | —                           | Katowice             |
| 1978 | Podhale Nowy Targ                                      | Unia Oświęcim               | Stoczniowiec Gdańsk                                  | —                           |                      |
| 1979 | Podhale Nowy Targ                                      | Naprzód Janów               | Stoczniowiec Gdańsk                                  | —                           |                      |
| 1980 | Podhale Nowy Targ                                      | Naprzód Janów               | GKS Tychy                                            | —                           | Gdańsk               |
| 1981 | Naprzód Janów                                          | Podhale Nowy Targ           | Stoczniowiec Gdańsk                                  | —                           |                      |
| 1982 | Podhale Nowy Targ                                      |                             | GKS Katowice                                         | —                           | Nowy Targ            |
| 1983 | Podhale Nowy Targ                                      | Naprzód Janów               | Polonia Bytom                                        | —                           |                      |
| 1984 | Podhale Nowy Targ                                      | Polonia Bytom               | Zagłębie Sosnowiec                                   | —                           | Bytom                |
| 1985 | Podhale Nowy Targ                                      | Polonia Bytom               | Stoczniowiec Gdańsk                                  | —                           | Nowy Targ            |
| 1986 | Podhale Nowy Targ                                      | GKS Katowice                | Unia Oświęcim                                        | —                           |                      |
| 1987 | Podhale Nowy Targ                                      | GKS Katowice                | GKS Tychy                                            | —                           |                      |
| 1988 | Podhale Nowy Targ                                      | Polonia Bytom               | Stoczniowiec Gdańsk                                  | —                           |                      |
| 1989 | Zagłębie Sosnowiec                                     | Podhale Nowy Targ           | GKS Tychy                                            | —                           | [ 18 ]               |
| 1990 | Polonia Bytom                                          | Podhale Nowy Targ           | GKS Tychy                                            | —                           |                      |
| 1991 | Podhale Nowy Targ                                      | Cracovia                    | Unia Oświęcim                                        | —                           |                      |
| 1992 | Podhale Nowy Targ                                      | Unia Oświęcim               | Polonia Bytom                                        | —                           |                      |
| 1993 | Unia Oświęcim                                          | Podhale Nowy Targ           | GKS Katowice                                         | —                           |                      |
| 1994 | Podhale Nowy Targ                                      | Polonia Bytom               | MOSiR Sosnowiec                                      | —                           |                      |
| 1995 | Podhale Nowy Targ                                      | Polonia Bytom               | MOSiR Sosnowiec                                      | —                           |                      |
| 1996 | Stoczniowiec Gdańsk                                    | MOSiR Sosnowiec             | Podhale Nowy Targ                                    | —                           |                      |
| 1997 | MOSiR Sosnowiec                                        | Stoczniowiec Gdańsk         | Podhale Nowy Targ                                    | —                           | Gdańsk               |
| 1998 | MOSiR Sosnowiec                                        | Podhale Nowy Targ           | Unia Oświęcim                                        | —                           | Bydgoszcz            |
| 1999 | Podhale Nowy Targ                                      | KKH Katowice                | Zagłębie Sosnowiec                                   | —                           | [ 21 ]               |
| 2000 | Podhale Nowy Targ                                      | Zagłębie Sosnowiec          | Unia Oświęcim                                        | —                           |                      |
| 2001 | Unia Oświęcim                                          | Stoczniowiec Gdańsk         | Podhale Nowy Targ                                    | —                           |                      |
| 2002 | Podhale Nowy Targ                                      | Unia Oświęcim               | MOSM Tychy                                           | —                           |                      |
| 2003 | Unia Oświęcim                                          | ZSME Sosnowiec              | Stoczniowiec Gdańsk                                  | —                           | [ 22 ]               |
| 2004 | Stoczniowiec Gdańsk                                    | UKS ZSME Sosnowiec          | Unia Oświęcim                                        | —                           | [ 23 ]               |
| 2005 | Stoczniowiec Gdańsk                                    | Zagłębie Sosnowiec          | Podhale Nowy Targ                                    | —                           |                      |
| 2006 | Zagłębie Sosnowiec                                     | Podhale Nowy Targ           | KTH Krynica                                          | —                           | [ 24 ]               |
| 2007 | JKH GKS Jastrzębie                                     | Zagłębie Sosnowiec          | Stoczniowiec Gdańsk                                  | —                           | Gdańsk               |
| 2008 | Unia Oświęcim                                          | MMKS Podhale Nowy Targ      | Stoczniowiec Gdańsk                                  | —                           |                      |
| 2009 | MMKS Podhale Nowy Targ                                 | Stoczniowiec Gdańsk         | Orlik Opole                                          | —                           | [ 26 ]               |
| 2010 | Stoczniowiec Gdańsk                                    | Sokoły Toruń                | JKH GKS Jastrzębie                                   | —                           | [ 27 ]               |
| 2011 | Stoczniowiec Gdańsk                                    | MMKS Podhale Nowy Targ      | Naprzód Janów                                        | —                           | [ 28 ]               |
| 2012 | Sokoły Toruń                                           | MOSM Tychy                  | Unia Oświęcim                                        | —                           | [ 29 ]               |
| 2013 | Zagłębie Sosnowiec                                     | MOSM Tychy                  | Sokoły Toruń                                         | —                           | [ 30 ]               |
| 2014 | KH Sanok                                               | Podhale Nowy Targ           | Sokoły Toruń                                         | KH Sanok                    | [ 31 ]               |
| 2015 | KH Sanok                                               | UKH Unia Oświęcim           | Sokoły Toruń                                         | KH Sanok                    | Sosnowiec            |
| 2016 | Zagłębie Sosnowiec                                     | UKH Unia Oświęcim           | JKH GKS Jastrzębie                                   | Zagłębie Sosnowiec          | Nowy Targ            |
| 2017 | PKH 2014 Gdańsk                                        | Naprzód Janów               | JKH GKS Jastrzębie                                   | Zagłębie Sosnowiec          | Jastrzębie-Zdrój     |
| 2018 | UKH Unia Oświęcim                                      | JKH GKS Jastrzębie          | Zagłębie Sosnowiec                                   | JKH GKS Jastrzębie          | Jastrzębie-Zdrój     |
| 2019 | UKS Niedźwiadki MOSiR Sanok                            | Stoczniowiec Gdańsk         | JKH GKS Jastrzębie                                   | UKS Niedźwiadki MOSiR Sanok | Sanok                |
| 2020 | Zagłębie Sosnowiec                                     | UKS Niedźwiadki MOSiR Sanok | MKS Sokoły Toruń                                     |                             | [ 37 ]               |
| 2021 | Polonia Bytom i UKS Niedźwiadki MOSiR Sanok (ex aequo) | nie przyznano               | MMKS Podhale Nowy Targ i MKS Sokoły Toruń (ex aequo) |                             | [ 38 ]               |